# Ponte Maceira (España)
Ponte Maceira (en gallego y oficialmente, A Ponte Maceira) es una aldea española situada en la parroquia de Agrón, del municipio de Ames, en la provincia de La Coruña, Galicia.

## Demografía
| Gráfica de evolución demográfica de Ponte Maceira entre 2000 y 2018 |
|                                                                     |
| Datos según el nomenclátor publicado por el INE.                    |